# Lijst van windmolens in Oost-Vlaanderen
Dit is een lijst van windmolens in Oost-Vlaanderen.
| Naam                                  | Plaats                 | Gemeente           | Provincie       | Type molen    | Functie             | Maalvaardigheid     | Monument-status | Bezoekmogelijkheid             | Foto                      |
| ------------------------------------- | ---------------------- | ------------------ | --------------- | ------------- | ------------------- | ------------------- | --------------- | ------------------------------ | ------------------------- |
| Artemeersmolen                        | Poeke                  | Aalter             | Oost-Vlaanderen | Bergmolen     | Korenmolen          | Maalvaardig         | M, DSG, L       | ja                             | Artemeersmolen            |
| Bontinkmolen                          | Lokeren                | Lokeren            | Oost-Vlaanderen | Staakmolen    | korenmolen          | gesloopt (1935)     |                 |                                |                           |
| Buysesmolen                           | Sint-Antelinks         | Herzele            | Oost-Vlaanderen | Staakmolen    | Korenmolen          | Maalvaardig         | M               |                                | Buysesmolen               |
| Nieuwe Bossenare                      | Etikhove               | Maarkedal          | Oost-Vlaanderen | Staakmolen    | Korenmolen          | Maalvaardig         | M               | op afspraak                    | De Nieuwe Bossenare       |
| Molen De Ronne                        | Semmerzake             | Gavere             | Oost-Vlaanderen | Stellingmolen | Korenmolen          | Romp                | Niet beschermd  | als restaurant                 | Molen De Ronne            |
| Doornzelemolen                        | Evergem                | Evergem            | Oost-Vlaanderen | Bergmolen     | Korenmolen          | Enkel romp          | M               | krulbolmuseum                  |                           |
| Fauconniersmolen                      | Oordegem               | Lede               | Oost-Vlaanderen | Stellingmolen | Korenmolen          | Maalvaardig         | M               | op afspraak                    | Fauconniersmolen          |
| Gerardsmolen                          | Wippelgem              | Evergem            | Oost-Vlaanderen | Bergmolen     | Korenmolen          | Maalvaardig         | M               | op afspraak                    | Gerardsmolen              |
| Grote Napoleon                        | Hamme                  | Hamme              | Oost-Vlaanderen | Bergmolen     | Korenmolen          | Maalvaardig         | M, DSG          | op afspraak                    |                           |
| Guillotinemolen                       | Balegem                | Oosterzele         | Oost-Vlaanderen | Bergmolen     | Korenmolen          | Niet-maalvaardig    | M               |                                | Guillotinemolen           |
| Heirbrugmolen                         | Lokeren                | Lokeren            | Oost-Vlaanderen | Bergmolen     | Korenmolen          | Maalvaardig         | M, DSG          | ja                             |                           |
| Hoogkoutermolen                       | Sint-Kornelis-Horebeke | Horebeke           | Oost-Vlaanderen | Grondzeiler   | Korenmolen          | Uitwendig hersteld  | M               | niet toegankelijk              | Hoogkoutermolen           |
| Hoosmolen                             | Gent                   | Gent               | Oost-Vlaanderen | Grondzeiler   | Poldermolen         | Romp                | M, L            |                                | Hoosmolen                 |
| Hotondmolen                           | Zulzeke                | Kluisbergen        | Oost-Vlaanderen | Grondzeiler   | Koren- en oliemolen | Romp                | Niet beschermd  | als uitkijktoren               | Hotondmolen               |
| Houtavemolen of Schietsjampettermolen | Wannegem-Lede          | Kruishoutem        | Oost-Vlaanderen | Staakmolen    | Korenmolen          | Maalvaardig         | M               | op afspraak                    | Houtavemolen              |
| Huisekoutermolen                      | Huise                  | Kruisem            | Oost-Vlaanderen | Staakmolen    | Korenmolen          | Draaivaardig        | M, L            | Elke 1ste zondag               | Huisekoutermolen          |
| Klepmolen                             | Balegem                | Oosterzele         | Oost-Vlaanderen | Bergmolen     | Korenmolen          | Maalvaardig         | M               | Elke 1ste zondag               |                           |
| Kruiskoutermolen                      | Mere                   | Erpe-Mere          | Oost-Vlaanderen | Staakmolen    | Korenmolen          | Maalvaardig         | M               | op afspraak                    | Kruiskoutermolen          |
| Koutermolen / Latemse Molen           | Sint-Martens-Latem     | Sint-Martens-Latem | Oost-Vlaanderen | Staakmolen    | Korenmolen          | Maalvaardig         | M               | elke derde zondag van de maand | Latemse Molen             |
| Meireleires Molentje                  | Gontrode               | Melle              | Oost-Vlaanderen | Kotmolen      | Korenmolen          | Draaivaardig        | Niet beschermd  | op aanvraag                    |                           |
| Meuleken 't Dal                       | Zingem                 | Kruisem            | Oost-Vlaanderen | Staakmolen    | Korenmolen          | Draaivaardig        | M, L            | op afspraak                    | Meuleken 't Dal           |
| Molen De Graeve                       | Haaltert               | Haaltert           | Oost-Vlaanderen | Bergmolen     | Korenmolen          | Romp                | Niet beschermd  | Niet toegankelijk              |                           |
| Molen Te Rullegem                     | Herzele                | Herzele            | Oost-Vlaanderen | Staakmolen    | Korenmolen          | Maalvaardig         | M               | op afspraak                    | Molen te Rullegem         |
| Molen Ter Hengst                      | Nukerke                | Maarkedal          | Oost-Vlaanderen | Grondzeiler   | Korenmolen          | Maalvaardig         | M               | op afspraak                    |                           |
| Molen Ter Rijst                       | Herzele                | Herzele            | Oost-Vlaanderen | Grondzeiler   | Korenmolen          | Maalvaardig         | M               | op afspraak                    | Molen Ter Rijst           |
| Molen Ter Zeven Wegen                 | Denderwindeke          | Ninove             | Oost-Vlaanderen | Bergmolen     | Korenmolen          | Maalvaardig         | M               | ja                             | Molen Ter Zeven Wegen     |
| Molentje Van Audenhove                | Sint-Maria-Oudenhove   | Zottegem           | Oost-Vlaanderen | Staakmolen    | Korenmolen          | Compleet            | Niet beschermd  | op aanvraag                    |                           |
| Nieuwpoortmolen                       | Oombergen              | Zottegem           | Oost-Vlaanderen | Grondzeiler   | Korenmolen          | Romp                | Niet beschermd  |                                | Nieuwpoortmolen           |
| Windmolen van Elene                   | Elene                  | Zottegem           | Oost-Vlaanderen | Grondzeiler   | Korenmolen          | Romp                | beschermd       |                                | windmolen van Elene       |
| Windmolen van Grotenberge             | Grotenberge            | Zottegem           | Oost-Vlaanderen | Grondzeiler   | Korenmolen          | Romp                | beschermd       |                                | windmolen van Grotenberge |
| Pietendriesmolen                      | Knesselare             | Aalter             | Oost-Vlaanderen | Staakmolen    | Korenmolen          | Maalvaardig         | M               | op afspraak                    | Pietendriesmolen          |
| Prinsenmolen                          | Baaigem                | Gavere             | Oost-Vlaanderen | Bergmolen     | Korenmolen          | Niet-maalvaardig    | DSG             | Niet toegankelijk              | Prinsenmolen              |
| Roomanmolen                           | Sint-Pauwels           | Sint-Gillis-Waas   | Oost-Vlaanderen | Stellingmolen | Korenmolen          | Maalvaardig         | M               |                                | Roomanmolen               |
| Scheldemolen                          | Doel                   | Beveren            | Oost-Vlaanderen | Grondzeiler   | Korenmolen          | Uitwendig hersteld  | M               | als restaurant                 | Scheldemolen              |
| Schelderomolen                        | Schelderode            | Merelbeke          | Oost-Vlaanderen | Bergmolen     | Korenmolen          | Maalvaardig         | M, DSG          | ja                             | Schelderomolen            |
| Stenen Molen                          | Ertvelde               | Evergem            | Oost-Vlaanderen | Grondzeiler   | Korenmolen          | Maalvaardig         | M, DSG          | op afspraak                    | Stenen Molen              |
| Stenen Molen                          | Melsen                 | Merelbeke          | Oost-Vlaanderen | Stellingmolen | Koren- en oliemolen | Romp                | M               | Niet toegankelijk              | Stenen Molen              |
| Tarandusmolen                         | Gavere                 | Gavere             | Oost-Vlaanderen | Grondzeiler   | Korenmolen          | Romp                | M, DSG          | Niet toegankelijk              |                           |
| Ter Kruissensmolen                    | Nukerke                | Maarkedal          | Oost-Vlaanderen | Grondzeiler   | Korenmolen          | romp met molenkap   |                 | op afspraak                    |                           |
| Tissenhovemolen                       | Mater                  | Oudenaarde         | Oost-Vlaanderen | Staakmolen    | Korenmolen          | Maalvaardig         | M               | op afspraak                    |                           |
| Van Holles Molen                      | Wachtebeke             | Wachtebeke         | Oost-Vlaanderen | Staakmolen    | Korenmolen          | in delen opgeslagen | Niet beschermd  | op aanvraag                    |                           |
| Van Vlaenderensmolen                  | Vinderhoute            | Lievegem           | Oost-Vlaanderen | Bergmolen     | Korenmolen          | Uitwendig hersteld  | M, DSG          | niet toegankelijk              | Van Vlaenderensmolen      |
| Verrebeekmolen                        | Opbrakel               | Brakel             | Oost-Vlaanderen | Grondzeiler   | Korenmolen          | Maalvaardig         | M, DSG          | op afspraak                    |                           |
| Vinkemolen                            | Sint-Denijs-Boekel     | Zwalm              | Oost-Vlaanderen | Staakmolen    | Korenmolen          | Maalvaardig         | M               | op afspraak                    | Vinkemolen                |
| Westermolen                           | Lembeke                | Kaprijke           | Oost-Vlaanderen | Staakmolen    | Korenmolen          | Maalvaardig         | M               | op afspraak                    | Westermolen               |
| Wildermolen                           | Appelterre-Eichem      | Ninove             | Oost-Vlaanderen | Staakmolen    | Korenmolen          | Maalvaardig         | M               | op afspraak                    |                           |
| Windekemolen                          | Balegem                | Oosterzele         | Oost-Vlaanderen | Staakmolen    | Korenmolen          | in restauratie      | M               |                                | Windekemolen              |
| Molen Sonneville                      | Zwijnaarde             | Gent               | Oost-Vlaanderen | Bergmolen     | Korenmolen          | in herstel          | M               | op aanvraag                    | De Windmolen              |
| Witte Molen                           | Sint-Niklaas           | Sint-Niklaas       | Oost-Vlaanderen | Grondzeiler   | Korenmolen          | Maalvaardig         | M               | ja                             |                           |